# Coloide
Em química, coloides (ou sistemas coloidais ou ainda dispersões coloidais) são sistemas nos quais um ou mais componentes apresentam pelo menos uma das suas dimensões dentro do intervalo de 1nm a 1µm.
A ciência dos coloides ocupa-se com sistemas nos quais um ou mais componentes apresentam pelo menos uma de suas dimensões dentro do intervalo de 1nm a 1µm (Shaw, 1975), ou seja, ela se refere a sistemas contendo tanto moléculas grandes como partículas pequenas. Coloquialmente, diz-se que as dispersões coloidais são dispersões intermediárias entre as soluções verdadeiras e os sistemas heterogêneos, sendo que as partículas dispersas são maiores do que as moléculas mas não suficientemente grandes para se depositar pela ação da gravidade.
Em 1861, o químico britânico Thomas Graham descobriu que substâncias como o amido, a gelatina, a cola e a albumina do ovo difundiam-se muito lentamente quando colocadas em água, ao contrário de outras substâncias como o açúcar e o sal de cozinha. Além disso, aquelas substâncias eram muito diferentes destas no que se refere à difusão através de membranas delgadas: enquanto as moléculas de açúcar, por exemplo, difundiam-se com facilidade através de muitas membranas, as moléculas grandes que constituíam o amido, a gelatina, a cola e a albumina não se difundiam. Graham descobriu, também, que estas últimas substâncias não se cristalizavam enquanto era fácil cristalizar o açúcar, o sal de cozinha e outros materiais que formavam soluções verdadeiras (Kotz e Treichel, 1998). Sabe-se, hoje, que ainda que haja algumas dificuldades, certas substâncias coloidais podem ser cristalizadas, e que não há, na realidade, fronteira nítida entre as soluções verdadeiras e os sistemas coloidais. Para denominar a nova classe que era identificada, Graham propôs o termo coloide (do grego kolla, (Κόλλα) cola).
Os sistemas coloidais vêm sendo utilizados desde os primórdios da humanidade. Os povos antigos utilizaram géis de produtos naturais como alimento, as dispersões de argilas para a fabricação de utensílios de cerâmica e as dispersões coloidais de pigmentos para decorar as paredes das cavernas com motivos de animais, peixes e caças

## Coloides no dia a dia
Sistemas coloidais estão presentes no nosso cotidiano, na higiene pessoal, sabonete, shampoo, cremes dentais, espuma, creme de barbear, maquiagem, cosméticos, no leite, café, manteiga, cremes vegetais e geleias de frutas. No caminho para o trabalho podemos enfrentar neblina, poluição do ar ou ainda apreciar a cor azul do céu, parcialmente explicada pelo espalhamento Rayleigh da luz do Sol ao entrar na atmosfera contendo partículas de poeira cósmica atraídas pela Terra. No almoço, temperos, cremes e maionese para saladas. No entardecer, ao saborear cerveja, refrigerante ou sorvete estamos ingerindo coloides. Os coloides também estão presentes em diversos processos de produção de bens de consumo, incluindo o da água potável, nos processos de separação nas indústrias de biotecnologia e no tratamento do meio ambiente. Os fenômenos coloidais são utilizados com frequência em processos industriais de produção de polímeros, detergentes, papel, análise do solo, produtos alimentícios, tecidos, precipitação, cromatografia, troca iônica, flotação, catálise heterogênea. São também muito importantes os coloides biológicos, tais como o sangue, o humor vítreo e o cristalino. Em medicina terapêutica ortomolecular, conhecimentos de propriedades de sistemas coloidais podem auxiliar na elucidação de doenças, como o mal de Alzheimer, o mal de Parkinson e o mal de Huntington. Acredita-se que o processo de agregação de proteínas decorrente de alguma deformação em sua estrutura proteica, quando ocorre na região cerebral, cause os sintomas dessas doenças degenerativas.

## Características
Os fatores que mais contribuem para a natureza global sui-generis de um sistema coloidal são:
- As dimensões das partículas;
- A forma e a flexibilidade das partículas;
- Propriedades superficiais (inclusive elétrica);
- Interações partícula-partícula;
- Interações partícula-solvente.

Os coloides têm, em geral, características específicas como possuir massa elevada, serem relativamente grandes e apresentarem elevada relação área/volume de partícula. Nas superfícies de separação (interfaces) entre fase dispersa e meio de dispersão, manifestam-se fenômenos de superfície característicos, tais como efeitos de adsorção e dupla camada elétrica, fenômenos esses, de grande importância na determinação de propriedades físico-químicas do sistema como um todo.
A dispersão coloidal é impropriamente denominada coloide. As partículas do disperso podem ser bolhas de gás, gotas líquidas ou partículas sólidas. Podem ser diferenciadas de partículas numa solução ou em suspensão por seu tamanho.
Exemplos: vidro temperado; geleia; pedra pomes; sangue; leite; chantili (ar em creme); fumaça (cinzas no ar) bruma ou nevoeiro (água em ar). Muitos coloides são utilizados em nosso dia-a-dia como a gelatina, a maionese, tintas, shampoo, etc.
Mesmo que o coloide por excelência seja aquele cuja fase contínua é um líquido e cuja fase dispersa seja composta de partículas sólidas, podem ser encontrados coloides cujos componentes se encontram em outros estados de agregação.

### Coloide micelar
As partículas coloidais são muito menores do que as que podem ser vistas a olho nu, porém são maiores que as moléculas grupais. Um coloide micelar é um sistema coloidal formado por partículas denominadas micela, que são aglomerados de átomos, moléculas ou íons.

### Exemplos e classificação de coloides
Na tabela abaixo estão alguns diferentes tipos de coloides segundo o estado das fases contínua e dispersa:
|             |         | Disperso                                                             | Disperso                                                | Disperso                                                                 |
| ----------- | ------- | -------------------------------------------------------------------- | ------------------------------------------------------- | ------------------------------------------------------------------------ |
| Gás         | Líquido | Sólido                                                               |                                                         |                                                                          |
| Dispersante | Gás     | Não existe. Todos os gases são solúveis entre si.                    | Aerossol líquido, Exemplos: nuvem, neblina              | Aerossol sólido, Exemplos: fumaça, pó em suspensão                       |
| Dispersante | Líquido | Espuma líquida, Exemplo: espuma de sabão, creme de barbear, chantili | Emulsão, Exemplos: leite, mel, maionese, cremes, sangue | Sol, Exemplo: tintas , vidros coloridos, sangue                          |
| Dispersante | Sólido  | Espuma sólida, Exemplo: pedra-pomes, poliestireno expandido          | Gel, Exemplos: gelatina, queijo, geleia                 | Sol sólido, Exemplo: cristal de rubi, cristal de safira, ligas metálicas |

De maneira geral, o estudo dos coloides é experimental. Grandes esforços estão sendo realizados no campo teórico  para a compreensão dos seus comportamentos, inclusive com simulações informáticas. A maior parte dos fenômenos coloidais, como a condutividade e a mobilidade eletroforética, são teorias que somente reproduzem a realidade de maneira qualitativa, ficando o quantitativo ainda sem ser completamente esclarecido.

### Classificação dos Coloides
- Aerossol: consiste em um sólido ou um líquido dissolvido em um gás.
- Espuma:  consiste em um gás disperso em sólido ou líquido.
- Emulsão: são coloides formados por líquido disperso em outro líquido.

ex: maionese, e manteiga.
- Sol: são coloides formados pela dispersão de um sólido em um líquido  ou sólido.
- Gel: sólido aparentemente, de material gelatinoso formado de uma dispersão coloidal, em que o disperso apresenta-se no estado líquido e o dispersante no estado sólido.

## Interações entre partículas coloidais
Quando moléculas, átomos ou íons aproximam-se uns dos outros, dois fenômenos podem ocorrer: (i) eles podem reagir ou (ii) eles podem interagir. Uma reação química, por definição, requer que ligações químicas sejam quebradas e/ou formadas. Uma interação física significa que as moléculas se atraem ou se repelem entre si, sem que ocorra a quebra ou formação de novas ligações químicas. Estas interações são frequentemente chamadas de interações não covalentes ou interações intermoleculares. As energias envolvidas em tais tipos de interações são muito menores que aquelas envolvidas em processos reativos.
A caracterização dos sistemas coloidais passa pela descrição das forças intermoleculares entre as macro-partículas em solução. As forças entre duas partículas em solução podem ser relacionadas ao potencial de campo médio. Embora o segundo coeficiente do virial reflita as interações entre as moléculas de proteína e a sua determinação possa fornecer valiosas informações sobre o diagrama de fases e separações de fases de proteínas, este parâmetro é de difícil determinação experimental. De modo que este parâmetro foi avaliado apenas para um número limitado de proteínas e, em muitos casos, somente para uma determinada faixa de condições de solução. Além disso, a medição do segundo coeficiente do virial é bastante difícil nos casos em que apenas uma pequena quantidade de proteína está disponível. Por estas razões, o entendimento das origens moleculares das interações proteína-proteína se apresenta bastante útil.
O estudo das interações entre as partículas não é um tópico recente. Desde o início do século XIX, as forças entre partículas têm sido alvo de estudos e teorias. Em 1831, Poisson afirmou que nas proximidades de uma interface em um meio líquido deveria haver um perfil não uniforme (i.e. densidade, orientação) induzido pelas interações das moléculas do líquido com a interface (Ninham, 1999). Após um longo caminho de estudos e teorias, muitas vezes conflitantes e polêmicos, a teoria DLVO de Derjaguin-Landau-Verwey-Overbeek forneceu à ciência dos coloides e de superfície os fundamentos de um modelo quantitativo para as interações entre macro-partículas onde dois tipos de forças de natureza eletromagnéticas, as forças eletrostáticas da dupla camada e as forças de van der Waals, agem entre as partículas em função da distância entre elas.
As interações coulombianas da dupla camada têm origem nas interações elétricas das partículas carregadas. A carga elétrica, assim como a massa, é uma qualidade intrínseca da matéria e apresenta a particularidade de existir em duas variedades, convencionalmente denominada positiva e negativa. Duas cargas elétricas de mesmo sinal se repelem, e quando de sinais contrários se atraem. A força destas interações é diretamente proporcional a sua quantidade de carga e inversamente proporcional ao quadrado da distância que as separa. Para explicar a existência dessas forças adotou-se a noção de campo elétrico criado em torno de uma carga, de modo que a força elétrica que vai atuar sobre outra carga distanciada da primeira corresponde ao produto da quantidade de carga desta primeira por uma grandeza chamada intensidade de campo elétrico. A energia que este campo transmite à unidade de carga chama-se potencial elétrico e, geralmente, é medido em volts.
Assim como as interações coulombianas da dupla camada, as forças de dispersão têm origem nas interações elétricas das partículas. Porém, enquanto a natureza das interações coulombianas da dupla camada é eletrostática e atua apenas em partículas formalmente carregadas, as forças de atração de van der Waals são de natureza eletrodinâmica e atuam em todas as partículas, estejam elas carregadas ou não.
Para dois corpos eletricamente neutros e não magnéticos, mantidos a distâncias entre uma e algumas dezenas de nanômetros, predominam estas forças de atração a "grandes" distâncias. Em 1873, van der Waals postulou a existência das forças intermoleculares, que ficaram conhecidas pelo seu nome. As forças atrativas intermoleculares de van der Waals foram um sucesso pois permitia a interpretação de propriedades de sistemas gasosos e comportamentos de transição de fase, ainda que as origens dessas forças não fossem muito bem entendidas. Explicações satisfatórias para a origem das interações de van der Waals vieram apenas com o advento da mecânica quântica. Fritz London (1930) descreveu a natureza destas forças e as atribuiu ao movimento (flutuações) dos elétrons dentro das moléculas. As interações de van der Waals, decorrentes especificamente das flutuações dos elétrons em moléculas, ficaram conhecidas com o nome de London, de flutuação de cargas, eletrodinâmicas, ou de dispersão. Elas estão presentes tanto em moléculas apolares como em moléculas polares. As forças de van der Waals desempenham um papel importante em todos os fenômenos intermoleculares, embora não seja tão forte quanto as interações coulombianas ou ligações de hidrogênio, as interações de dispersão estão sempre presentes.
Esses dois tipos de forças são peças chaves da teoria DLVO que, há mais de meio século, vem sendo utilizada na descrição quantitativa do comportamento de dispersões coloidais. Nesta teoria, a estabilidade é tratada em termos do potencial de campo médio entre duas partículas coloidais. A teoria envolve estimativas da energia de atração (forças de van der Waals) e da energia de repulsão (superposição da dupla camada elétrica), ambas em termos da distância interpartículas macroscópicas.
Não obstante, a teoria DLVO não é uma panaceia. Há limitações inerentes ao modelo tanto por hipóteses simplificadoras, por limitações intrínsecas, quanto por negligência de outras forças, normalmente chamadas de não-DLVO. Há algumas forças que não são levadas em conta pela teoria DLVO, que se acredita que podem ser significantes, especialmente quando as forças de longa distância da dupla-camada estão blindadas e a natureza química/molecular da superfície proteica não pode ser ignorada.
Quando duas partículas ou superfícies se aproximam a distâncias menores que poucos nanômetros, as teorias contínuas como a de superposição das duplas camadas elétricas e a atrativa de van der Waals normalmente falham na descrição das interações interpartículas. Esse fato pode decorrer da falha de uma ou de ambas as teorias contínuas a pequenas distâncias ou devido da atuação de outras forças como forças decorrentes da correlação entre íons, forças de solvatação, estéricas ou de hidratação. Essas forças adicionais podem ser mononicamente repulsivas, monotonicamente atrativas ou oscilatórias, podendo ser mais fortes que as outras duas forças DLVO a pequenas distâncias, especialmente em sistemas coloidais complexos e sistemas biológicos. Entre interações importantes a serem consideradas de longo alcance entre partículas e superfícies macroscópicas em líquidos estão as interações Coulombianas e de van der Waals e entre as interações importantes de curto alcance estão a de solvatação e outras forças estéricas (Israelachvili, 1995).
Uma limitação da teoria DLVO é o uso da equação de Poisson-Boltzmann para descrever as interações entre macro-partículas de sistemas coloidais. A teoria de Poisson-Boltzmann trata os íons em solução como cargas pontuais que interagem uns com os outros e com a macro-partícula (proteína) apenas através de um potencial eletrostático médio, e não leva em consideração efeitos como as correlações entre íons, interações não-eletrostáticas entre íons (interações de esfera rígida, interações de dispersão, etc), ou ainda, as interações de imagem em interfaces não carregadas. A consideração de correlações entre íons e macro-partículas pode levar a comportamentos qualitativamente diferentes daqueles previstos pela equação de Poisson-Boltzmann. Um exemplo importante seria a contribuição eletrostática do potencial de campo médio entre duas superfícies igualmente carregadas. Bell e Levine (1958) demonstraram que modelos baseados na equação de Poisson-Boltzmann sempre resultam interações repulsivas entre superfícies igualmente carregadas. Entretanto, Patey (1980) e, posteriormente, Kjellander e Marcelja (1984) demonstraram a possibilidade teórica de atração de partículas coloidais com cargas superficiais suficientemente altas através da inclusão de correlações íon-íon. Estudos de simulação do modelo eletrostático primitivo restritivo (Torrie e Valleau, 1980,1982; Guldbrand et al., 1984; Valleau et al., 1991) confirmam a presença de interação atrativa. Simulações computacionais indicam que o potencial de campo médio entre duas esferas rígidas similarmente carregadas imersas em uma solução eletrolítica pode ser atrativo (Gronbech-Jensen et al., 1998; Wu et al., 1999). E ainda, o potencial de campo médio entre partículas opostamente carregadas pode ser repulsivo (Wu et al., 2000). Estes efeitos possuem importantes implicações na estabilidade e no comportamento de fases de soluções coloidais e não são descritos pela equação de Poisson-Boltzmann.
Duas grandes simplificações das interações de van der Waals é considerar que as interações são não retardadas e aditivas. A suposição de interações aditivas aos pares inerente às fórmulas e definições das interações não-retardadas de van der Waals e da constante de Hamaker ignoram a influência das partículas da vizinhança sobre a interação entre qualquer par de partículas em evidência. A polarizabilidade efetiva de uma partícula é alterada quando cercada por outras partículas. Em meios rarefeitos como em gases, esses efeitos são pequenos e a suposição de aditividade pode ser válida, mas isso não é o caso dos meios condensados. Sendo assim, a abordagem de aditividade não pode ser prontamente estendida para corpos interagindo em um meio.
Este problema da aditividade foi alvo da teoria de Lifshitz que ignora a estrutura atômica e considera que as forças entre macro-partículas sejam tratadas em um meio contínuo onde as propriedades como a constante dielétrica e o índice de refração dos corpos são definidos e não dependem da solução nem do meio.
Embora esta teoria seja conveniente para tratar a aproximação da aditividade das interações de van der Waals, ela possui limitações. Cargas superficiais suficientemente grandes geram grandes campos elétricos e altas concentrações de contra-íons próximos à superfície. Ambos estes fatores levam à diminuição da constante dielétrica próximo à superfície ou interface (Manciu e Ruckenstein, 2003).
Note-se, então, que a teoria de Lifshitz considera cada meio (partículas e meios) como contínuos e homogêneos, sendo seu uso mais adequado quando as superfícies interagentes estão mais afastadas que dimensões moleculares. A teoria de Lifshitz será utilizada neste trabalho para calcular as constantes de Hamaker, constantes essas, características das interações de van der Waals entre diferentes partículas no meio aquoso.
A seguir veremos algumas interações não contabilizadas pela teoria DLVO, a saber: a especificidade iônica, as forças de hidratação, estruturais e de solvatação, as forças de flutuação e estéricas, e as interações anisotrópicas.

### Especificidade iônica
| Na teoria DLVO, considera-se apenas o efeito de dispersão entre macro-partículas, desprezando o efeito de dispersão entre íons e macro-partículas. Deste modo, a teoria não pode explicar porque dois sais de mesma valência (por exemplo, NaCl e NaI) afetam os sistemas coloidais de forma diferente. Ainda íons de mesma valência, mas de maior polarizabilidade sejam capazes de interagir (via forças de dispersão) mais efetivamente com outros íons e superfícies. |

Os efeitos de especificidade iônica são disseminados por diversos campos da ciência como biologia, bioquímica, química e engenharia química. O primeiro pesquisador a estudar, sistematicamente, este efeito foi Hofmeister em 1887, que observou a habilidade de interação dos íons com o meio e formulou uma série de íons conhecida como série liotrópica ou série de Hofmeister, que classifica, qualitativamente, o efeito dos íons sobre a precipitação de proteínas (Kunz et al., 2004).
Hofmeister atesta que as interações entre proteínas são mais afetadas por alguns sais do que por outros. A presença de solutos dissolvidos causa uma mudança distinta na estrutura e nas propriedades da água líquida. 
Depois de um século de estudos e diversas pesquisas sobre especificidade iônica, investigando a efetividade relativa de vários íons sobre a solubilidade da lisozima a pH 4,5, Ries-Kautt e Ducruix (1989) revelaram que os ânions eram os principais responsáveis pelos efeitos observados, e ainda, que estes seguiam ordem inversa da série de Hofmeister. Este estudo foi relevante uma vez que a lisozima corresponde a proteína originalmente estudada por Hofmeister. Certo tempo depois, o mesmo grupo demonstrou que a ordem direta para a lisozima se dá em pH maiores que o ponto isoelétrico da proteína (Carbonnaux et al., 1995).
Desde então, vários pesquisadores têm investigado o efeito relativo sobre diferentes proteínas e diversas condições de pH por metodologias experimentais (Tardieu et al., 2002). Boström et al. (2002, 2003, 2004, 2005) demonstraram que o fenômeno pode ser entendido quando as forças de dispersão iônica entre íons e proteína são tratadas ao mesmo nível das interações da dupla camada elétrica, principalmente porque, enquanto as forças eletrostáticas normalmente dominam a baixas concentrações salinas, as forças de dispersão se tornam importantes a altas concentrações. Boström et al. indicam que a inclusão das forças de dispersão atuantes entre as interações íon-íon e íon-macro-partículas e dos efeitos íon-específicos de solvatação explicam grande parte dos efeitos de especificidade iônica e corroboram a série proposta por Hofmeister.

### Forças de hidratação, estruturais e de solvatação
As forças estruturais, também referidas na literatura como forças de solvatação ou forças de hidratação para meios aquosos, surgem do ordenamento das moléculas do líquido quando estas estão confinadas entre duas superfícies mutuamente próximas e que podem ser atrativas ou repulsivas. A origem das forças estruturais ainda não está bem estabelecida. A explicação corrente baseia-se na suposição de que a presença de uma superfície deve alterar a natureza do fluido na região próxima a essa superfície.
Em meio aquoso, a interação por forças estruturais entre superfícies hidrofílicas é repulsiva, e sua intensidade depende do grau de hidratação das superfícies ou grupos superficiais. A aproximação de duas partículas com superfícies hidratadas é geralmente impedida por uma interação repulsiva extra, distinta da repulsão eletrostática. Esta repulsão por hidratação surge essencialmente da necessidade das superfícies se desidratarem para que o contato entre elas ocorra. Entre superfícies, a interação é atrativa e sua intensidade, neste caso, depende da hidrofobicidade da superfície ou dos grupos superficiais. 
Estudos envolvendo simulação de Monte Carlo e dinâmica molecular indicam diferentes estruturas das camadas de água próximas a superfícies hidrofílicas e hidrofóbicas.
No primeiro caso, os dipolos da água estão predominantemente orientados perpendicularmente à superfície e reduz a mobilidade tangencial das moléculas de água. No segundo caso, os dipolos estão orientados paralelamente à superfície, causando um aumento na mobilidade tangencial, o que se manifestaria, macroscopicamente, no "deslizamento" das moléculas de água sobre uma superfície hidrofóbica.
Normalmente, dois métodos têm sido usados na abordagem das forças de solvatação: a abordagem da área de superfície acessível ao solvente (SASA) (Hermann, 1972; Curtis e Lue, 2006) e a abordagem alternativa do modelo híbrido de Hamaker/Lennard-Jones (Asthagiri et al., 1999), que é utilizado para cálculos de interações atrativas de curto alcance. Quando as interações soluto-solvente são suficientemente de curto alcance, as forças de solvatação podem ser aproximadas pela área correspondente à área removida de solvente devido à interação soluto-soluto, multiplicada pela energia livre de solvatação do soluto. Sendo conhecido como a abordagem da área de superfície acessível ao solvente (SASA), que é comumente usada nos estudo de enovelamento de proteínas (Horton e Lewis, 1992). 
A outra abordagem para cálculos de energias de interação, que também trata os efeitos do solvente de modo implícito, é o modelo híbrido Hamaker/Lennard-Jones, podendo ser usado para cálculos de interações atrativas de curto alcance. Neste modelo, o potencial de dispersão de Hamaker é usado para descrever interações proteína-proteína para grandes separações e, para pequenas distâncias, o potencial Lennard-Jones é usado para cálculo de interações entre grupos das moléculas de proteínas opostas com uma separação superfície-superfície menor que 3Å. A distância de corte corresponde à exclusão de uma molécula de solvente quando as superfícies estão mais próximas entre si, de modo que este modelo híbrido não sofre da singularidade do contato molecular observado na formulação de Hamaker.

### Forças de flutuação e estéricas
Na teoria DLVO, supõe-se que todas as superfícies que interagem são regulares e rígidas, possuindo fronteiras de formas bem definidas. Há muitos casos onde essas hipóteses falham. Quando as interfaces são espacialmente difusas ou quando as forças entre as superfícies dependem de como as suas fronteiras difusas se sobrepõem, são exemplos frequentes. A superfície ou interface difusa não é apenas aquela irregular, mas também aquela com grupos termicamente móveis na superfície, ou seja, tanto as superfícies estaticamente irregulares quanto aquelas dinamicamente irregulares.
Há dois tipos comuns de tal interface difusa. Primeiro, há interfaces inerentemente móveis ou fluidas como ocorre com interfaces líquido-líquido, líquido-vapor e algumas anfifílico-água. Em superfícies líquido-vapor, as flutuações ou protusões térmicas são de escala molecular. Embora a escala dessas flutuações não seja superior a alguns Angstroms, elas são suficientemente ativas de modo a afetar significativamente a estrutura molecular das superfícies. Diferentes tipos de flutuações podem ser relevantes dependendo da forma das moléculas e das suas interações específicas com a superfície. Em alguns casos os resultados de protusões podem ter grandes amplitudes. Quando duas dessas interfaces ou superfícies se aproximam, suas protuberâncias ficam confinadas em uma pequena região de espaço e, na ausência de outras forças de interação, uma força repulsiva cresce associada à entropia desfavorável deste confinamento. Algumas forças são essencialmente entrópicas ou osmóticas por origem e são referidas como ‘flutuação térmica’, ‘entropicamente impulsionada’ ou ‘forças de protusão’.
Um segundo tipo de interface termicamente difusa ocorre quando cadeias moleculares ligadas a algum ponto da superfície possuem um ramo termicamente móvel na solução. Com a aproximação de outra superfície, a entropia de confinamento das cadeias pendentes novamente resulta em uma força entrópica repulsiva pela sobreposição das moléculas poliméricas e são conhecidas como repulsão ‘estérica’ ou ‘de superposição’. Para ambos os exemplos acima, reorganizações moleculares complexas e outras interações podem levar a potenciais de interações bem mais complexos. Por exemplo, a força pode ser, em princípio, atrativa e tornar-se repulsiva posteriormente.

### Interações anisotrópicas
A carga líquida de uma proteína e o estado de ionização de seus resíduos de aminoácidos são determinantes na estrutura, na função, na solubilidade e na estabilidade desta proteína. A despeito da importância da carga líquida de proteínas, esta informação não é simples de ser determinada devido a sinergia de diversos efeitos físico-químicos associados às condições do meio onde essas estão inseridas. A maioria dos modelos empregados não são capazes de considerar a influência da força iônica, do pH e dos íons em solução simultaneamente para a determinação da carga líquida de proteínas (Winzor, 2004). De modo simplificado, a carga da proteína é determinada através de valores dos  ’s individuais dos aminoácidos via equação de Henderson-Hasselbach modificada, associada à informação de titulação do íon hidrônio (Zhou e Vijayakumar, 1997).
Na grande maioria dos modelos usados, é considerado que as cargas das proteínas determinadas pelo método acima citado são uniformemente distribuídas na superfície da proteína. Como este não é necessariamente o caso, algumas vezes torna-se necessário a inclusão de correlações devido à distribuição assimétrica de cargas, incluindo uma interação carga-dipolo e uma dipolo-dipolo, que são geralmente atrativas. 
Na maioria das condições relevantes a processos de biosseparação ou em soluções salinas fisiológicas, o potencial de dupla camada elétrica está normalmente blindado e as interações proteína-proteína são de curto-alcance. Neste caso, os detalhes das interações proteína-proteína irão depender da natureza química da superfície proteica, da forma da proteína e da uniformidade de sua superfície. Muito provavelmente, as interações serão anisotrópicas devido à heterogeneidade da superfície proteica e são essas interações que são importantes na orientação para a fixação da molécula de proteína no cristal.
Pesquisas recentes têm se focado no efeito anisotrópico das superfícies nas interações proteína-proteína usando modelos mais realísticos para a proteína (Neal et al., 1999; Asthagiri et al., 1999; Elcock and McCammon, 2001), onde a forma da proteína é determinada pelas coordenadas da estrutura do cristal. Foi observado que as interações efetivas proteína-proteína são determinadas por algumas orientações altamente atrativas marcadas por um alto nível de complementaridade das superfícies como os tipos de interações envolvidas no reconhecimento de eventos moleculares entre proteínas.
A contribuição fundamental de energia para as configurações altamente atrativas vem das forças de dispersão. As interações eletrostáticas contribuem energeticamente para com essas interações, mas não determinam as diferentes orientações na contribuição do segundo coeficiente do virial. Foi postulado que as interações eletrostáticas atrativas ocorrem devido à assimetria das cargas que existem nas configurações dominantes. A importância das interações anisotrópicas foi confirmada quando Chang et al. (2000) mostraram que a substituição de um simples aminoácido, localizado em um cristal de contato, pode levar a grande variação nos valores do segundo coeficiente do virial.
Todos os modelos atomísticos para estudo das interações proteína-proteína são altamente sensíveis às propriedades superficiais das proteínas. No modelo usado por Elcock e McCammon (2001), o valor de   é altamente sensível aos estados de protonação dos resíduos carregados localizados nas superfícies complementares. Tais estados de protonação podem ser alterados por complexação. Esta sensibilidade do modelo às propriedades da superfície proteica é esperada uma vez que pequenas modificações na carga da superfície proteica ou na hidrofobicidade da superfície podem gerar grandes mudanças nos valores de.  Tais mudanças não podem ser levadas em consideração por modelos de potencial de força média baseados nos potenciais com simetria central, onde grandes variações dos valores de seriam condicionadas a mudanças não realísticas dos valores de parâmetros tais como o coeficiente de dispersão, volume de exclusão ou a carga líquida da proteína.

## Preparação dos coloides
Na produção de coloides é possível recorrer de dois supergrupos entre os métodos de produção, sendo eles: os métodos de dispersão e os métodos de condensação.

### Métodos de dispersão

#### Pulverização mecânica
Na produção de coloides, via a pulverização mecânica, é usado uma substância sólido adicionada a uma líquida, por meio dos dispositivos especiais chamados  moinhos colodais. Ela é utilizada na indústria para a produção dos pigmentos coloidais.

#### Pulverização elétrica
É produzido a partir do método de Bredig, a partir de dois eletrodos cujo coloide pretende se obter, imersos em água para gerar um arco voltaico. Sofrendo uma pulverização, origina uma suspensão grosseira a partir das partículas metálicas. Na suspensão obtém o hidrossol. É aplicada em soluções A pulverização elétrica é empregada na produção de coloides metálicos, e em reação de substâncias como o benzeno e o éter etílico conseguem produzir coloides alcalinos e alcalinos-terrosos.

#### Pulverização por Ultra-Sons
Em casos particulares, com na produção de um solução de coloide com as transformações entre a água e o mercúrio, requer um processo especial para a geração deste coloide.  A partir de vibrações mecânica que podem ser (>20kHz) produzida sob um gerador  de quartzo piezelétrico em um processo de excitação, gera a pulverização formação de soluções coloidais.

#### Peptização
Na peptização a partir de agentes peptizantes, ou seja, substâncias com a capacidade de desintegrar tendo como produto final os coloides. Estes materiais são úteis, por exemplo, na indústria alimentícia na produção de gelatinas, gomas, o ágar-ágar e outras substâncias do gênero, a partir do uso da água quente que é um agente peptizante. 

### Métodos de condensação
Os métodos de condensação é um meio de produção de coloides geralmente com a precipitação de uma substância insolúvel por meio de uma transformação química entre substâncias solventes. Durante a sua transformação química, o produto insolúvel encontra-se no estado molecular, ocorrendo posteriormente à condensação. Dependendo dos elementos e ou substâncias e suas características, elas são segregadas entre os métodos de redução e dupla decomposição.

#### Dupla composição
Na dupla decomposição, é possível encontrar as seguintes transformações, sendo elas: a preparação de sais de halogenetos, a preparação de sais de sulfetos e a preparação de sais de hidróxidos.

##### Preparação de sais de halogenetos
Trata-se de uma solução aquosa alcoólica de nitrato de prata diluída por outra de cloreto de sódio, de maneira que haja ligeiro excesso entre os reativos, obtendo cloreto de prata coloidal.

##### Preparação de sais de sulfetos
A partir do uso dos produtos químicos: gás sulfídrico e o anidrido arsenioso, obtém-se uma solução coloidal de sulfeto de arsênio.